# 바나디르주

바나디르주

바나디르주(소말리어: Banaadir, 아랍어: بنادر)는 소말리아 남부에 위치한 주로, 주도는 모가디슈(소말리아의 수도이기도 함)이다. 북쪽으로는 샤벨라하데헤주, 남쪽으로는 샤벨라하호세주와 인접해 있고 동쪽으로는 인도양과 맞닿아 있다. 바나디르는 페르시아어로 "항만" 또는 "부두"를 뜻하는 단어인 "반다르"(bandar)에서 유래된 이름이다.